# Low Cost Green Car
Low Cost Green Car (LCGC) (индон. Kendaraan Bermotor Roda Empat Hemat Energi dan Harga Terjangkau (KBH2), буквально — «Энергосберегающий четырехколесный автотранспорт по доступной цене») — индонезийский автомобильный регламент, который освобождает недорогие и энергоэффективные автомобили от налога с продаж предметов роскоши для обеспечения доступности при условии, что они выпускаются с минимальным количеством местных компонентов. Внедрение LCGC в Индонезии было призвано побудить владельцев мотоциклов и пользователей общественного транспорта позволить себе владеть своими первыми автомобилями, сократить субсидии на топливо и конкурировать с автомобилями, импортируемыми из Таиланда, тем самым создавая больше рабочих мест на местном уровне. В некоторых аспектах регулирование имеет сходство с японской категорией кей-каров и тайской программой Eco Car, которая также снижает налоги для небольших и экономичных автомобилей.

## Технические характеристики
Министерство промышленности регулирует LCGC в соответствии со следующими первоначальными спецификациями:
- Бензиновый двигатель: рабочий объём 980—1200 см3 (0,98—1,2 л), расход топлива не ниже 20 км/л (5 л/100 км);
- Октановое число (RON): 92 (для бензиновых двигателей);
- Дизельный двигатель: рабочий объём до 1500 см3 (1,5 л), расход топлива не ниже 20 км/л (5 л/100 км);
- Цетановое число (CN): 51 (для дизельных двигателей);
- Радиус разворота: менее 4,6 м;
- Цена продажи: ниже 95000000 рупий (2013 год) в зависимости от местоположения штаб-квартиры единственного агента (с поправкой на автоматическую коробку передач — 15%, на функции безопасности — 10%). Может быть скорректирована с учётом инфляции;
- Добавление индонезийского названия бренда и логотипа;
- Инвестиционный план производственных мощностей.

## Регулирование
В мае 2013 года правительство Индонезии выпустило Правительственное постановление (Peraturan Pemerintah) №41 от 2013 года о налоге на роскошь транспортных средств, касающееся LCGC и правил выбросов углерода с низким уровнем выбросов углерода (LEC). Основными положениями регламента являются:
- 0-процентный налог на роскошь для автомобилей с ДВС (с бензиновыми двигателями максимальным рабочим объёмом 1200 см3 и дизельными двигателями максимальным рабочим объёмом 1500 см3). Минимальный расход топлива — 20 км/л (5 л/100 км).
- 50-процентный налог на роскошь для экологичных транспортных средств (гибридных, сжиженных, электрических и других) с минимальным расходом топлива 28 км/л (4 л/100 км).
- 75-процентный налог на роскошь для экологичных транспортных средств (гибридных, сжиженных, электрических и других) с расходом топлива от 20 до 28 км/л (5 и 4 л/100 км).

## Инвестиции
Toyota, Daihatsu, Suzuki и Honda были намерены производить в общей сложности 500000 LCGC в год с прогнозируемым общим объёмом инвестиций в $1,8 млрд в Индонезию к концу 2012 года, после того как правительство согласилось освободить LCGC от налога на роскошь для увеличения продаж на внутреннем рынке.
22 апреля 2013 года подразделение PT Astra Daihatsu Motor официально открыло сборочный завод в Караванге, однако правительственное постановление LCGC ещё не было обнародовано. Завод должен был собирать 4000 единиц Toyota Avanza и/или столько же единиц Daihatsu Xenia в месяц в первом тираже. Также планировалось выпускать 10000 единиц автомобилей в месяц, включая LCGC Toyota Agya и Daihatsu Ayla.

## Модели и их продажи
| Manufacturer             | Модель                             | Объём двигателя  | Продажи (по годам) | Продажи (по годам) | Продажи (по годам) | Продажи (по годам) | Продажи (по годам) | Продажи (по годам) | Продажи (по годам) | Продажи (по годам) | Продажи (по годам) | Продажи (по годам) | Продажи (по годам) |
| Manufacturer             | Модель                             | Объём двигателя  | 2013               | 2014               | 2015               | 2016               | 2017               | 2018               | 2019               | 2020               | 2021               | 2022               | 2023               |
| Хетчбэк (5 мест)         | Хетчбэк (5 мест)                   | Хетчбэк (5 мест) | Хетчбэк (5 мест)   | Хетчбэк (5 мест)   | Хетчбэк (5 мест)   | Хетчбэк (5 мест)   | Хетчбэк (5 мест)   | Хетчбэк (5 мест)   | Хетчбэк (5 мест)   | Хетчбэк (5 мест)   | Хетчбэк (5 мест)   | Хетчбэк (5 мест)   | Хетчбэк (5 мест)   |
| ------------------------ | ---------------------------------- | ---------------- | ------------------ | ------------------ | ------------------ | ------------------ | ------------------ | ------------------ | ------------------ | ------------------ | ------------------ | ------------------ | ------------------ |
| Astra Daihatsu Motor     | Daihatsu Ayla                      | 1,0 л, 1,2 л     | 19,141             | 40,775             | 35,084             | 39,087             | 28,051             | 26,952             | 22,108             | 13,091             | 21,384             | 23,500             | 23,758             |
| Nissan Motor Indonesia   | Datsun Go Panca (2014—2020)        | 1,2 л            | —                  | 2,733              | 9,462              | 8,833              | 4,303              | 4,782              | 3,013              | 215                | —                  | —                  | —                  |
| Honda Prospect Motor     | Honda Brio Satya                   | 1,2 л            | 4,958              | 26,683             | 31,820             | 36,470             | 43,378             | 46,900             | 54,659             | 29,979             | 29,976             | 46,804             | 52,792             |
| Suzuki Indomobil Motor   | Suzuki Karimun Wagon R (2013—2021) | 1,0 л            | 4,705              | 7,068              | 11,526             | 9,905              | 5,408              | 4,564              | 4,148              | 1,591              | 2,510              | —                  | —                  |
| Toyota Astra Motor       | Toyota Agya                        | 1,2 л            | 22,376             | 67,074             | 57,646             | 45,009             | 29,004             | 29,106             | 25,082             | 12,952             | 16,992             | 21,336             | 20,602             |
| Минивэн (7 или 5+2 мест) |                                    |                  |                    |                    |                    |                    |                    |                    |                    |                    |                    |                    |                    |
| Astra Daihatsu Motor     | Daihatsu Sigra                     | 1,0 л, 1,2 л     | —                  | —                  | —                  | 31,939             | 44,993             | 50,907             | 52,283             | 23,295             | 40,283             | 51,427             | 61,752             |
| Nissan Motor Indonesia   | Datsun Go+ Panca (2014—2020)       | 1,2 л            | —                  | 17,787             | 19,896             | 16,650             | 6,181              | 3,263              | 1,612              | 85                 | —                  | —                  | —                  |
| Toyota Astra Motor       | Toyota Calya                       | 1,2 л            | —                  | —                  | —                  | 47,280             | 73,236             | 63,970             | 54,549             | 23,442             | 35,375             | 43,582             | 45,801             |
| Всего                    | Всего                              | Всего            | ▲ 51,180           | ▲ 162,120          | ▲ 165,434          | ▲ 235,173          | ▼ 234,554          | ▼ 230,444          | ▼ 217,203          | ▼ 117,741          | ▲ 146,520          | ▲ 186,649          | ▲ 204,705          |

За первые три месяца 2014 года было продано 43969 автомобилей LCGC.
За первые шесть месяцев 2014 года было выпущено 85643 универсала LCGC.
За первые семь месяцев 2014 года было продано 41520 единиц LCGC Toyota Agya. После Toyota Avanza и Honda Mobilio, это третий самый продаваемый автомобиль в Индонезии.

## Производство и экспорт
В 2013 году Индонезия произвела 52956 единиц LCGC/LEC без экспорта и прогнозировала, что производство LCGC/LEC в 2014 году составит 150000 единиц. Первоначальный экспорт Daihatsu Ayla (как Toyota Wigo) был осуществлён в феврале 2014 года на Филиппины. В 2013 году Индонезия экспортировала 170907 полностью собранных (CBU) автомобилей и 105380 полностью разобранных (CKD) автомобилей.